# 田中雄士
田中 雄士（たなか ゆうじ、1977年7月4日 - ）は、日本のキックボクサー、実業家、歌手。キックボクシングのジム「レンジャージム」のオーナー兼会長。WBKF初代世界スーパーフェザー級王者、第3代GRACHANキックフェザー級王者、蹴拳インプレッション初代スーパーフェザー級王者。

## 来歴
千葉県千葉市出身。中学時代はバスケットボール部の部長を務めた。高校時代に兄の影響で夜遊びをするようになり、関東のギャングKGBに属した。KGBでの悪事がきっかけで逮捕、起訴されて高校を中退。その後は大学入学資格検定を取得して大学に進学し、卒業した。
24歳でキックボクシングを始め、プロライセンスを取得するも実業家として会社経営に務める。30代になってからジムに通い始め、32歳でプロデビュー。
- 2012年11月24日にGRACHAN キック フェザー級チャンピオン決定戦で吉峰翔と対戦。
- 2014年2月1日にWBKF世界スーパーフェザー級タイトルマッチでチャラムガーオ・シットクーヤット（タイ）と対戦。
- 2015年7月22日に蹴拳インプレッションルールスーパーフェザー級王座決定戦でシンリーテック・ポーポンサワン（タイ/元ラジャダムナン・スタジアム認定7位）と対戦。

第3代GRACHANキック・フェザー級王者、WBKF初代世界スーパー・フェザー級王者、蹴拳インプレッション初代スーパー・フェザー級王者の3冠を達成した。
2017年よりヒップホップ・シンガーとして活動。
都内で複数のネイルサロンと飲食店を経営。

## 私生活
最初の結婚は24歳か25歳くらいのころで、婚姻期間は13年。
40歳くらいのころに実業家の宮崎麗果と結婚、2018年12月13日に第1子男児が誕生、第2子女児の誕生前に別居し離婚、2019年12月2日に第2子女児が誕生、2児は宮崎が引き取った。

## 獲得タイトル
- WBKF 初代世界スーパーフェザー級王者
- 第3代 GRACHAN キックフェザー級王者
- 蹴拳インプレッション 初代スーパーフェザー級王者

## 作品

### 楽曲
- 遅咲きのヒーロー（2017年11月）

- 断捨離 feat. HOKT(N.C.B.B)（2019年2月）

- Black Card feat. AK-69（2021年4月、ビクターエンタテインメント、配信限定）[9]

- STAY WITH ME feat. BIG RON（2021年6月、ビクターエンタテインメント、配信限定）

### スタジオアルバム
- 遅咲きのヒーロー（2021年7月、ビクターエンタテインメント）[10]